# Dècada del 1510 aC
La dècada del 151 aC comprèn el període que va des de l'1 de gener del 1519 aC fins al 31 de desembre del 1510 aC.

## Esdeveniments
- 1518 aC, mort de Tuthmosis I i el succeix el seu fill Tuthmosis II, nascut d'una concubina; per consolidar-se al tron s'ha de casar amb la seva germana Hatshepsut (filla legítima de Thutmosis I).
- 1510 aC, Tuthmosis II envia una expedició cap al país de Nü (nord de Síria) on vivien els shasu.
- Vers 1510 aC, Tuthmosis II sufoca una revolta a Núbia
- Vers 1510 aC, A Argos regnat llegendari d'Abant (Abantes o Abas), el 12è rei, que regnarà sobre l'Argòlida uns 11 anys i fundarà la dinastia dels Abàntides o Abantiades. La llegenda esmenta als seus dos fills, Pretos (o Proetos, el primer successor) i Acrisi (germà bessó i segon successor); com a posteriors successors s'esmenta a Perseu Eurimedó (fill de Zeus i Danae, la filla d'Acrisi) que hauria bescanviat el seu domini pel de Tirint (Tyrins) i sobre el seu nou domini va fundar el regne de Micenes; Megapenthes, abans reu de Tirint, fill de Pretos; i Argeu, fill de Megapenthes.

## Personatges destacats
- Abant, mític rei d'Argos
- Tuthmosis II, faraó d'Egipte